# Marek Antoniusz
Marek Antoniusz (łac. Marcus Antonius; ur. 14 stycznia 83 p.n.e. w Rzymie, zm. 1 sierpnia 30 p.n.e. w Aleksandrii) – wódz i polityk rzymski w latach 61–30 p.n.e.

## Życiorys

### Młodość
Marek Antoniusz urodził się 14 stycznia 83 p.n.e. w Rzymie, był synem Marka Antoniusza Kretyka a wnukiem Marka Antoniusza Oratora. Jego matka, Julia, była daleką krewną Cezara. Ojciec zmarł w młodym wieku i matka wyszła ponownie za mąż, za Publiusza Korneliusza Lentulusa Surę, senatora zamieszanego w spisek Katyliny i straconego w 63 p.n.e. z rozkazu Cycerona. Odtąd Antoniusz żywił nienawiść do Cycerona i dał jej później upust, zlecając zabójstwo wielkiego mówcy w czasie proskrypcji po zawarciu II triumwiratu.
Młode lata Marka Antoniusza charakteryzowały typowe wady ówczesnej „złotej młodzieży”, prominentnych i zbuntowanych młodych Rzymian. Wraz z braćmi, Lucjuszem i Gajuszem, i przyjaciółmi (wśród nich Klodiuszem i Kurionem) prowadził lekkomyślne życie, wypełnione hazardem, pijaństwem i romansami.
W wieku ok. 20 lat wyjechał do Grecji studiować retorykę. Tam przyłączył się do legionów zdążających pod wodzą prokonsula Aulusa Gabiniusza do Syrii. W czasie tej kampanii zademonstrował swoje talenty jako dowódca jazdy i zdobył sobie uznanie swoją odwagą i dzielnością. Po raz pierwszy odwiedził wtedy Egipt i Aleksandrię.

### Stronnik Cezara
W 54 p.n.e. został jednym z dowódców w armii Cezara w Galii. Tu ponownie udowodnił swoje wysokie kompetencje dowódcy wojskowego choć wprowadzał swoją osobowością zamieszanie i swoim zachowaniem irytował nawet samego Cezara. Tym niemniej stał się oddanym stronnikiem tego ostatniego. Cezar powierzał mu coraz poważniejsze zadania militarne w Galii i jednocześnie wspierał jego karierę polityczną. W 52 p.n.e. przy poparciu Cezara został wybrany na urząd kwestora. W roku 50 został wybrany do kolegium augurów pokonując kandydata senackiego Lucjusza Domicjusza Ahenobarba. Swoje urzędowanie w charakterze trybuna ludowego w roku 49 p.n.e. poświęcił wspieraniu sprawy Cezara. Ówczesna sytuacja polityczna zdominowana była konfliktem Cezara i konserwatywnego skrzydła senatu pod przywództwem Pompejusza. Marek Antoniusz żądał w senacie, żeby oprócz Cezara, któremu kończył się drugi 5-letni okres władzy prokonsularnej w Galii, władzę nad wojskiem zdał również Pompejusz. Ten wniosek został odrzucony, a gwałtowne wystąpienia Antoniusza przeciwko wrogom Cezara doprowadziły do usunięcia Marka z senatu. Udał się na północ Italii do stacjonującego tam z wojskiem Cezara, dostarczając mu pretekstu do rozpoczęcia wojny. Po sławnym przekroczeniu Rubikonu, wojna domowa stała się faktem. W czasie jej trwania Marek Antoniusz był głównym współpracownikiem Cezara. O zaufaniu tego ostatniego świadczy to, że w rozstrzygającej bitwie z Pompejuszem pod Farsalos powierzył dowództwo lewego skrzydła swej armii właśnie Antoniuszowi. Gdy Cezar objął władzę dyktatora mianował Antoniusza dowódcą jazdy (łac. magister equitum). W tym charakterze w 47 p.n.e. podczas nieobecności Cezara, walczącego w Afryce ze zwolennikami Pompejusza, sprawował władzę w Rzymie. Okazało się, że jego kwalifikacje administracyjne są dużo gorsze niż wojskowe. Doprowadził do licznych konfliktów w mieście, w wyniku stosowania przemocy zginęło kilkuset obywateli. Niezadowolony z tego Cezar odsunął Antoniusza od wszelkiej odpowiedzialności na okres dwóch lat. Dopiero w 44 p.n.e. nastąpiło ponowne zbliżenie i Marek Antoniusz został wybrany konsulem razem z Cezarem, który obejmował ten urząd po raz piąty. To właśnie Marek oferował w czasie Luperkaliów Cezarowi królewski diadem, który ten, widząc niezadowolenie z jakim przyjęto taki gest, odrzucił.

### Idy marcowe
15 marca 44 p.n.e. (idy marcowe) Cezar został zabity w gmachu Senatu przez grupę spiskowców pod przywództwem Brutusa i Kasjusza. Antoniusz, zatrzymany przez jednego ze spiskowców w przedsionku, odrzucił insygnia konsula i w przebraniu uciekł, obawiając się rzezi stronników zamordowanego. Wkrótce jednak ochłonął i zaczął opanowywać sytuację. Przejął m.in. skarb państwa oraz dokumenty z kancelarii Cezara. Początkowo dążył do porozumienia ze spiskowcami. Zgodził się z wnioskiem Cycerona dotyczącym amnestii dla zabójców, którą uchwalił Senat. W czasie pogrzebu Cezara, 20 kwietnia, prowadzący ceremonię Antoniusz swą dramatyczną przemową, w czasie której wzniósł pokrwawioną togę zmarłego, spowodował wzburzenie ludu rzymskiego. Zamieszki skierowane przeciw spiskowcom zmusiły ich do opuszczenia miasta.

### II triumwirat

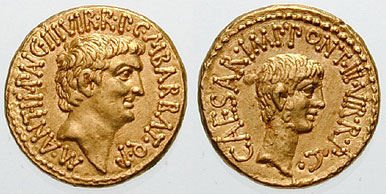
Aureusy z wizerunkami Antoniusza (po lewej) i Oktawiana (po prawej).

Śmierć Cezara okazała się początkiem nowej wojny domowej i walki o władzę. Po kilku miesiącach zamieszania władzą podzielili się trzej ludzie: Marek Antoniusz, Oktawian August, adoptowany w testamencie główny spadkobierca Cezara, i Lepidus. W 43 p.n.e. powołani zostali oficjalnie na 5 lat jako triumwirowie. Ofiarami ogłoszonych wówczas tzw. proskrypcji padło wielu obywateli, wśród nich Cyceron. Po zwycięstwach w bitwach pod Filippi i popełnionych tam samobójstwach Brutusa i Kasjusza władza triumwirów nie podlegała już żadnym ograniczeniom. Lepidus przejął kontrolę na zachodnią częścią, Oktawian pozostał w Italii, a Antoniuszowi przypadł w udziale Wschód. W czasie podróży do wschodnich prowincji Antoniusz spotkał w 41 p.n.e. królową Egiptu, Kleopatrę i zostali kochankami. W tym czasie doszło w Italii do rewolty, na czele której stanęła Fulwia, żona Antoniusza i jego brat Lucjusz. Zostali jednak oblężeni w Peruzji przez wojska Oktawiana i zmuszeni głodem do poddania się. Fulwia poszła na wygnanie i zmarła wkrótce. Otwarło to drogę do ponownego porozumienia Antoniusza z Oktawianem, zawartego traktatem w Brundizjum, i potwierdzonego małżeństwem Antoniusza z Oktawią, siostrą Oktawiana. Jej wpływ doprowadził po kolejnych kłótniach Oktawiana i Antoniusza do zawarcia kolejnego traktatu w Tarencie w 38 roku, odnawiającego triumwirat na kolejne pięć lat.

### Antoniusz na Wschodzie
Sceptycznie nastawiony do intencji Oktawiana Marek Antoniusz zdecydował się na wyjazd do Aleksandrii, pozostawiając brzemienną żonę w Rzymie. Za fundusze pożyczone od Kleopatry zaciągnął wojska na wyprawę na Partię. Kampania okazała się nieudana i Antoniusz stracił około 1/3 armii. W Rzymie tymczasem Oktawian zdołał wyeliminować Lepidusa, jako konkurenta do władzy, przeciągał koła rzymskiej arystokracji na swoją stronę, w czym pomocne mu było małżeństwo z Liwią oraz prowadził propagandową kampanię oskarżeń wobec Antoniusza.
Antoniusz za egipskie pieniądze poprowadził następną kampanię. Podporządkował Armenię, a po niepowodzeniu wyprawy na Partów uprowadził króla armeńskiego Artawazdesa II do Egiptu. Wbrew rzeczywistym owocom wojny z Partami, uznał ją za sukces. W czasie triumfu celebrowanego w Aleksandrii ogłosił postanowienia polityczne, ostatecznie kończące porozumienie z Oktawianem. Dzieciom swoim z Kleopatrą przyznał królestwa: Aleksandrowi Heliosowi – Armenię i Partię, Kleopatrze Selenie – Cyrenajkę i Libię, Ptolemeuszowi Filadelfowi – Syrię i Cylicję. Najważniejsze było proklamowanie Cezariona, syna Kleopatry i Cezara, współwładcą Egiptu i legalnym synem i spadkobiercą Cezara. Uderzało to w podstawy władzy Oktawiana jako adoptowanego syna Cezara i jego dziedzica. Posunięcie to było nie do zaakceptowania przez Oktawiana i po wygaśnięciu triumwiratu w 33 p.n.e. rozpoczęła się nowa wojna domowa. Obie strony prowadziły wojnę propagandową, w której Oktawian był oskarżany o uzurpację władzy i sfałszowanie testamentu Cezara, a Antoniusz o nielegalne sprawowanie władzy w prowincjach, prowadzenie wojen bez zgody senatu i dążenie do władzy królewskiej. W roku 31 p.n.e. doszło do bitwy morskiej pod Akcjum, w której flota Antoniusza i Kleopatry została zniszczona, a oni sami zmuszeni do ucieczki do Egiptu. W roku następnym Oktawian dokonał inwazji Egiptu. Marek Antoniusz popełnił samobójstwo 1 sierpnia 30 p.n.e., Kleopatra odebrała sobie życie jedenaście dni później.

## Genealogia
Wywód przodków:
| 4. Marek Antoniusz Orator |  |                           |  |  |                    |
|                           |  | 2. Marek Antoniusz Kretyk |  |  |                    |
| 5. NN                     |  |                           |  |  |                    |
|                           |  |                           |  |  | 1. Marek Antoniusz |
| 6. Lucjusz Juliusz Cezar  |  |                           |  |  |                    |
|                           |  | 3. Julia                  |  |  |                    |
| 7. Fulwia                 |  |                           |  |  |                    |
|                           |  |                           |  |  |                    |